# Franciszek Dachtera
Blahoslavený Franciszek Dachtera (22. září 1910, Salno – 22. srpna 1944, Koncentrační tábor Dachau) byl polský katolický kněz.

## Život
Narodil se 22. září 1910 v Salně. Byl synem učitele Leona Dachtera a Hilarie Karnowske. Základní školu navštěvoval v Wierzchucin Królewskim. Roku 1920 začal studoval na Vyšší chlapecké škole (poté fakulta), v Koronowě. Také se učil latinu otce Żelaznego, farního vikáře v Koronowě. Od roku 1922 se navštěvoval klasické gymnázium v Bydhošti. Byl aktivní v harcerství. V červnu 1928 vstoupil do Kněžského semináře v Hnězdně.
Dne 10. června 1933 byl vysvěcen na kněze kardinálem ct. Augustem Hlondem. O dva dny později slavil svou primiční mši ve farním kostele Nejsvětější Srdce Ježíšova v Bydhošti. Od 1. července 1933 začal pracovat jako farní vikář ve farnosti Nejsvětější Panny Marie v Inowrocławi.
V září 1935 začal učit náboženství na Městském gymnáziu Kupieckim v Bydhošti a do roku 1938 učil také na Veřejné odborné škole ve stejném městě. V září 1937 začal studovat církevní historii na Univerzitě Jana Kazimierza ve Lvově, absolvoval roku 1939 a získal magisterský titul z teologie.
V srpnu 1939 byl jmenován administrátorem venkovské farnosti v Łubowě u Hnězdna. Vypuknutí 2. světové války mu zabránilo převzít tuto funkci. Byl jmenován kaplanem Velkopolského 62. pěšího pluku, se kterým v hodnosti kapitána šel na frontu. Dne 17. září 1939 byl během bitvy u Bzury zajat. Půl roku přebýval v zajateckém táboře Rothenburgu (vězeň číslo 176). Vzhledem k tomu, že německé orgány nerespektovaly zařazení vojenských kaplanů, tak s nimi důstojníci zacházeli jako se zločinci. Byl převezen do Koncentračního tábora Buchenwald (25. dubna 1940) a od 7. července 1942 byl v Dachau. Zde byl vězněm s číslem 31199. Během svého pobytu v koncentračním táboře ho vězňové nazývali „andělem”, vzhledem k veselému chování a duševní rovnováze i přes vyčerpávající práci, hlad a ponižování.
V prosinci 1942 byl vybrán k tzv. lékařské zkušenosti. Vedl ji s velkou krutostí profesor Klaus Schilling. Nakazil se malárií, žloutenku a měl poškozená játra a slezinu. V nemocích a únavě zemřel dne 22. srpna 1944. Jeho tělo bylo spáleno.

## Beatifikace
Blahořečen byl dne 13. června 1999 papežem sv. Janem Pavlem II. ve skupině 108 polských mučedníků doby nacismu.

## Odkazy

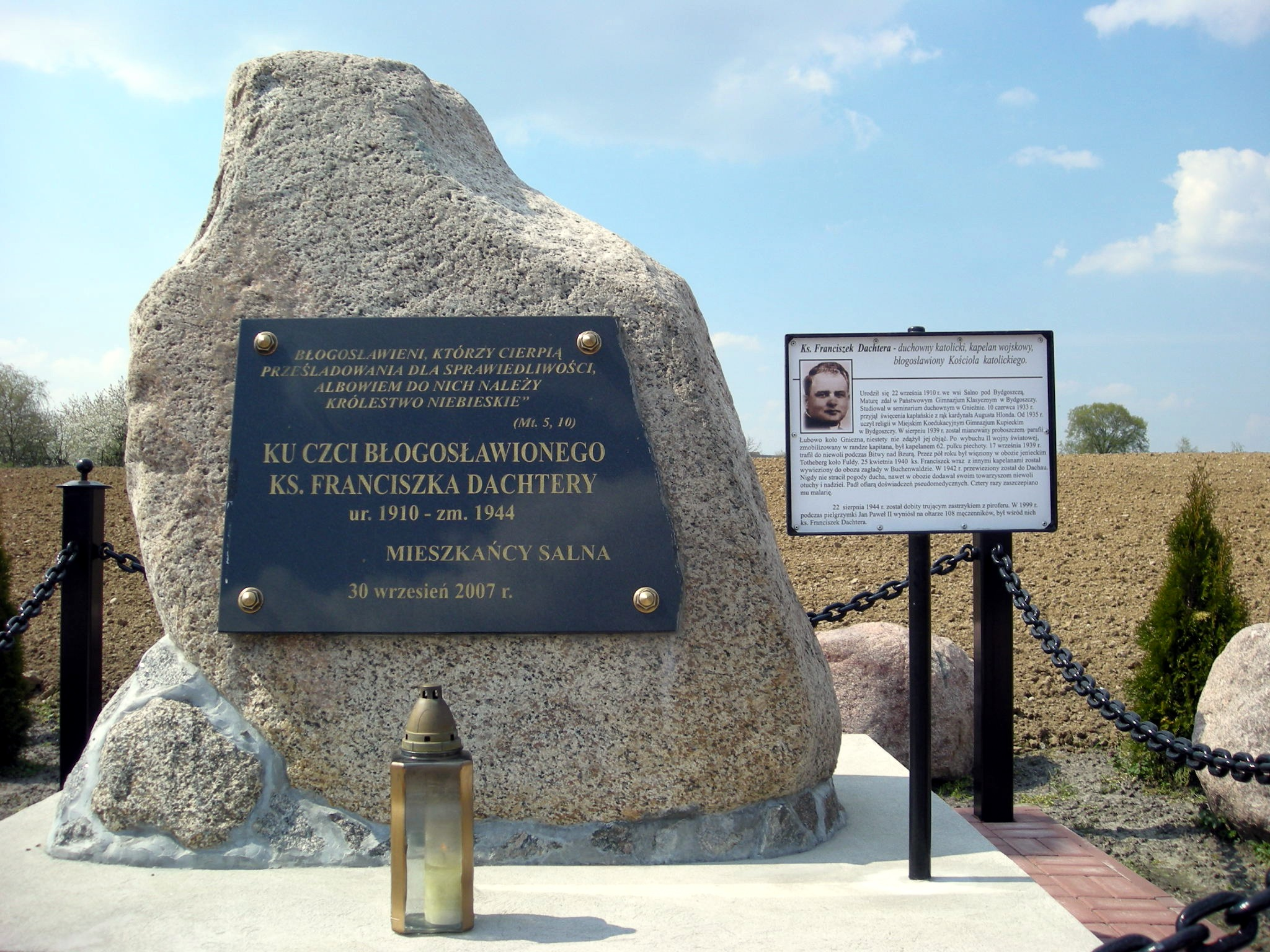
Pamětní deska v jeho rodné vesnici